# Choqab Dar
Choqāb Dār o Chabdar (farsi چقابدار) è una città dello shahrestān di Dorud, circoscrizione di Centrale, nella provincia del Lorestan. Aveva, nel 2006, una popolazione di 3.403 abitanti.